# Prostranstvo (serijal knjiga)
Prostranstvo je serijal knjiga naučne fantastike autora Džejmsa S.A. Korija, ovo je pseudonim dva pisca Danijela Abrahama i Taja Frenka. Prvi roman u nizu, Buđenje nemani, je bio nominovan 2012. godine za Hugo nagradu u nominaciji za najbolji roman A serijal knjiga je 2017. godine takođe nominovan za Hugo nagradu za najbolji serijal.
Do kraja 2021. godine, u serijalu Prostranstvo napisano je devet romana, s tim da je toliko nastavaka i najavljeno, uz nekoliko novela i pripovedaka koje pripadaju serijalu. Na srpski jezik je za sada prevedeno prvih osam u izdanju Lagune U produkciji SajFaj (SyFy) urađena je televizijska serija pod naslovom Prostranstvo. Serija je premijerno prikazana 23. Novembra 2015. godine i u produkciji SajFaja je snimljeno 3 sezone. SajFaj je prekinuo snimanje serije nakon 3. sezone ali je 26. Maja 2018. godine produkcija Amazon prajm studio u skolpu Amazona je otkupila prava za nastavak snimanja i 12. Decembra 2019. godine je premijerno prikazana nova 4. sezona.

## Romani
| # | Naslov            | Broj strana | Datum izdanja      | ISBN              |  |
| - | ----------------- | ----------- | ------------------ | ----------------- |  |
| 1 | Buđenje nemani    | 526         | 17. oktobar 2012   | 978-86-521-1062-9 |  |
| 2 | Kalibanov rat     | 603         | 13. decembar 2013. | 978-86-521-1373-6 |  |
| 3 | Abadonova kapija  | 504         | 4. jun 2015.       | 978-86-521-1910-3 |  |
| 4 | Sibola u plamenu  | 544         | 10. jun 2016.      | 978-86-521-2207-3 |  |
| 5 | Nemezine igre     | 561         | 15. decembar 2017. | 978-86-521-2822-8 |  |
| 6 | Pepeo Vavilona    | 584         | 9. oktobar 2018.   | 978-86-521-3118-1 |  |
| 7 | Uspon Persepolisa | 592         | 24. oktobar 2019.  | 978-86-521-3530-1 |  |
| 8 | Tijamatin gnev    | 512         | 4. mart 2021.      | 978-86-521-4074-9 |  |
| 9 | Pad Nemani        |             |                    |                   |  |

## Zaplet

### Postavka
Prostranstvo je smešteno oko 250 godina u budućnosti gde su ljudi kolonizovali veći deo sunčevog sistema, ali još uvek nije razvijeno međuzvezdano putovanje. Na početku priče javljaju se velike tenzije u Pojasu koji je kolonizovan i naseljen Belterima, pored samih asteroida u pojasu uključeni su i razni sateliti Jupitera i Saturna (ovo je Alijansa spoljnih planeta), tenzije se javljaju između Zemljana (Ujedinjene nacije), Marsa (Kongresna republika Mars) i samog Pojasa (ASP).
Radnja se u počtetku odvija u našem sunčevom sistemu i to na stvarnim lokacijama kao što su Cerera i Eros u pojasu asteroida, kao i nekoliko Jupiterovih satelita, Ganimed i Evropa su najzastupljeniji, deo radnje se odvija i na Saturnovom satelitu Feba kao i satelitu Titan.
Kako radnja napreduje, čovečanstvo je dobilo pristup 1300 naseljivih sistema pomoću kapije u obliku prstena, vanzemaljskom tehnologijom koja uz pomoć crvotočina omogućava putovanje između ovih sistema. Prsten u našem sunčevom sistemu je udaljen dve astronomske jedinice od Urana, i prolaz kroz prsten vodi u čvorište nazvano "spora zona" koje je prazan svemir u obliku svere prečnika otprilike milion kilometara, odakle se može pristupiti 1300 drugih prstena koji vode u druge sunčeve sisteme. U centru čvorišta, nalazi se vanzemaljska svemiska stanica koja kontroliše kapije, i koja ograničava brzinu u samom čvorištu (zbog čega se čvorište i naziva spora zona).

### Likovi
| Ime                  | Knjige                 |
| -------------------- | ---------------------- |
| Džejms Holden        | 1, 2, 3, 4, 5, 6, 7, 8 |
| Josef Miler          | 1                      |
| Džuli Mao            | 1 (prolog)             |
| Fred Džonson         | 1, 6                   |
| Bobi Drejper         | 2, 4, 6, 7, 8          |
| Krisindžen Avasalara | 2, 4, 6, 7             |
| Praks Meng           | 2, 6                   |
| Mej Meng             | 2 (prolog)             |
| Klarisa Mao          | 3, 6, 7                |
| Ana Volovodov        | 3, 6 (epilog)          |
| Karlos de Baka       | 3                      |
| Espinoza             | 3 (prolog)             |
| Ejmos Barton         | 5,6,7                  |
| Basia Merton         | 4                      |
| Elvi Okoje           | 4, 8                   |
| Detektiv             | 4 (kratka poglavlja)   |
| Aleksa Kamal         | 5, 6, 7, 8             |
| Naomi Nagata         | 5, 6, 7, 8             |
| Filip Inaros         | 5 (prolog), 6          |
| Marko Inaros         | 6                      |
| Mičio Pa             | 6                      |
| Salis                | 6                      |
| Jakulski             | 6                      |
| Vanderkaust          | 6                      |
| Robert               | 6                      |
| Namono               | 6 (prolog)             |
| Kortazar             | 7 (prolog)             |
| Santjago             | 7                      |
| Kamina Dramer        | 7                      |
| Winston Duarte       | 7 (epilog)             |
| Tereza Duarte        | 8                      |

Radnja je ispričana kroz prvi pogled različitih glavnih likova. U prvoj knjizi ima dva glavna lika, a četiri u knjigama 2-5. U knjigama 6 i 7 povećan je broj likova stim da nekoliko likova ima svega po jedno ili dva poglavlja. Osma knjiga "Gnev Tijamata" se vraća na ograničenih 5 glavnih likova. Takođe svaka knjiga počinje sa prologom i završava se epilogom, takođe ispičanim kroz prvi pogled.
Centralni likovi priče su likovi posade ratnog broda "Rosinante" i sastoji se od:
- Džejms "Džim" Holden, kapetan Rosinantea, poreklom sa zemlje (zemljanin)
- Naomi Nagata, glavni inžinjer i prvi oficir poreklom iz Pojasa (belter)
- Ejmos Barton, mehaničar i "snagator", poreklom sa zemlje (zemljanin)
- Aleks Kamal, pilot Rosinantea, poreklom sa Marsa (martian)

Spoljašnje planete:
- Josef Miler, Belter koji je radio kao detektiv na Cereri.
- Džuli Mao, najstarije dete zemljanina plutokrate Mao, Džuli je bivši trkač i pobornik i član Alijanse spoljnih planeta (ASP)
- Fredrik "Fred" Džonson, bivšu UN marinac znan kao "Kasapin stanice Anderson" sada lider ASP
- Dr. Praks Meng, glavni botaničar na Ganimedu, otac Mei Meng
- Mei Meng, Praksova ćerka
- Karlos de Baka, Član ASP kao šef obezbeđenja na brodu Grdosija
- Mičio Pa, prvi oficir ASP broda Grdosija, kasnije kapetan broda slobodne mornarice
- Merton, radnik na Ganimedu, kasnije kolonizator Ilusa
- Espinoza, mladi belter sa Cerere
- Marko Inaros, predvodnik slobodne mornarice, radikalni deo ASP
- Filip Inaros, adolescent, član ASL, kasnije i slobodne mornarice, Takođe sin Marka Inarosa i Naomi Nagate
- Kamina Dramer, šev obezbeđenja Tiho stanice, kasnije predsednik Transportnog sindikata
- Jakulski, Roberts, Salis i Vanderkust, četiri tehničara, pripadnici slobodne mornarice na stanici Medina

Mars:
- Roberta"Bobi" Drejper, Marsovac marinac Marsove Kongresne Republike (MKR)
- Epštejn, pronalazač Epštejnovog reaktivnog pogona

Zemlja:
- Dmitri Hevlok, ugovorac sa Zemlje bivši partner Milera na Cereri
- Krisindžen Avasalara, asistent generalnog sekretara UN kasnije i generalni sekretar UN.
- Klarisa Mao, ćerka Maoa, elektroemijski tehničar koja traži osvetu za svoga oca. Nakon putovanja kao zatočenik Rosinantea Ejmos joj daje nadimak Breskvica.
- Evil Okoje, biologičar sa Zemlje.
- Ana Volvodov, pastor

Lakonija:
- Vinston Duarte, Visoki konzul Lakonskog carstva i admiral MKR mornarice
- Terezaa Duarte, Čerka i naslednik visokog konzula
- Kortazar, bivši član Protogena, glavni istraživač na Lakoniji.
- Santjago, kapetan Lakonskog broda Oluja i guverner na Medini
- Trejho, Admiral Lakonske carske mornarice i kapeta broda Srce Bure

## Inspiracija i pisanje
Taj Frenk je počeo da razvija svet Prostranstva kao fantazijsku igru uloga. Daniel Abraham, koji je i sam autor dosta romana je predložio Frenku da zajedno napišu roman u svetu Prostranstva."
Po rečima autora inspiraciju za priču su imali iz knjiga Prolaz i Hiči pisca Fredrika Pola.
Takođe priča ima sličnosti sa poitičkim i socjalnim romanom Alfreda Bestera pod nazivom Zvezde su moj cilj.

### Proces pisanja
Frenk piše delove sa Holdenom, Bobi i Anom, dok Abraham piše delove sa Milerom, Melbom, Avasalarom, Bilo i Praksom. Pisci se sastaju jednom nedeljno kako bi diskutovali o razvijanju priče.

### Struktura
Romani su pisani iz trećeg lica prateći jednog od glavnih karatkera. Svako poglavlje je ispričano kroz prizmu glanog lika dok su epilog i prolog obično ispričani kroz prizmu sporednih likova u tom romanu.

### Nagrade i nominacije
- Buđenje nemani (2011) — Hugo nagrada za najbolji roman nomonovan 2012, Lokus nagrada za najbolji roman naučne fantastike nominovan 2012
- Abadonova kapija (2013) — Lokus nagrada za najbolji roman naučne fantastike pobednik2014
- Prostranstvo  — Hugo nagrada za najbolji serijal nominovan 2017

## Adaptacije

### Televizijska serija
Američka produkcija SajFaj je snimila seriju pod naslovom Prostranstvo. Serija je premijerno prikazana 23. Novembra 2015. godine i u produkciji SajFaja je snimljeno 3 sezone. SajFaj je prekinuo snimanje serije nakon 3. sezone ali je 26. Maja 2018. godine produkcija Amazon prajm studio u skolpu Amazona je otkupila prava za nastavak snimanja i 12. Decembra 2019. godine je premijerno prikazana nova 4. sezona
Serija u prve 4. sezone ima ukupno 46 epizoda, glumci su Tomas Džejn kao Miler i Stiven Strejt kao Holden, ostatak posade Rosinantea igraju Dominik Triper kao Naomi Nagata, Kas Anvar kao Aleks Kamal i Ves Čatham kao Ejmos Barton. Ostali glavni likovi su Šohreh Aghadashlo kao Krisindžen Avasalara, Čad Koleman kao Fred Džonson i Florens Favre kao Džuli Mao. Kasnije se pridružila i Frenki Adams kao Bodi Drajper.

### Strip
Četiri knige u vidu stripa su izdate na osnovu serijala Prostranstvo, strip su pisali Džejms S.A. Kori, Hali Lambert i Džordžia Li ilustraciju je radio Huang Danlan Triona Farel, Huan Ušče. Strip je izdat u produkciji Komiksolodži. Naziv stripa Prostranstvo: Počeci otkrivaju neispričane priče članova posade Rosinante pre početka serijala
| Naslov                 | Lik           | Datum izdanja           | Ref.   |
| ---------------------- | ------------- | ----------------------- | ------ |
| Prostranstvo počeci #1 | Džejms Holden | 1. februar 2017. godine | [ 12 ] |
| Prostranstvo počeci #2 | Naomi Nagata  | 19. april 2017. godine  | [ 13 ] |
| Prostranstvo počeci #3 | Aleksa Kamal  | 24. Maj 2017. godine    | [ 14 ] |
| Prostranstvo počeci #4 | Ejmos Barton  | 12. Jul 2017. godine    | [ 15 ] |

### Društvena igra
Prostranstvo društvena igra je izdata u oktobru 2017. godine Igra se fokusira na politiku, osvajanje i intrige, igrači predstavljaju 4 frakcije Zemlju, Mars, ASP i protogen korporaciju gde se svako bori da postane dominantna sila u sunčevom sistemu

### Fantazijska igra uloga
Prostranstvo igra uloga (RPG) je izdata u julu 2018. godine  Igra omogućuje igračima da naprave sopstvene likove i učestvuju što u glavnim što u sporednim događajima prostranstva.

## Spoljašnje veze
- The-Expanse.com